# Hippomolgus furcifer
Hippomolgus furcifer is een eenoogkreeftjessoort uit de familie van de Clausidiidae. De wetenschappelijke naam van de soort werd in 1917 voor het eerst geldig gepubliceerd door Georg Ossian Sars.